# Dietrich von Falkenberg
Dietrich von Falkenberg (* Ende 1580 in Herstelle; † 10. Maijul. / 20. Mai 1631greg. in Magdeburg) war ein deutscher Oberst in schwedischen Diensten und Militärkommandant von Magdeburg während der Belagerung von 1631, der sog. Magdeburger Hochzeit.

## Leben
Falkenberg wurde als Sohn des Christoph von Falkenberg († 1590), dem Corveyer Drosten zu Blankenau, an der Weser geboren.
Er trat zunächst in die Dienste Hessens und wurde Rat des Landgrafen Moritz von Hessen-Kassel. 1615 wurde er vom Landgrafen nach Schweden gesandt, wo er in den schwedischen Dienst eintrat. Er blieb jedoch in ständigem Briefwechsel mit dem Landgrafen und informierte ihn über die Verhältnisse in Schweden. Er gewann das Vertrauen des schwedischen Königs Gustav II. Adolf von Schweden und wurde zum Hofmarschall ernannt. Als solcher führte er im August die Verhandlungen mit den pommerschen Unterhändlern auf dem Stettiner Schloss, die dann schließlich den auf den 10. Juli 1630 zurückdatierten Bündnisvertrag Pommerns mit Schweden zum Ergebnis hatten.

## Wirken in Magdeburg 1630/31
Gustav Adolf sandte Falkenberg im Herbst 1630 als Kommandant in das mit Schweden im andauernden Dreißigjährigen Krieg verbündete Magdeburg. Getarnt als Schiffer kam Falkenberg im November 1630 in Magdeburg an. Er übergab dem Rat sein Beglaubigungsschreiben, in welchem Gustav Adolf Magdeburg Schutz vor den feindlichen katholischen kaiserlichen Truppen versprach. Falkenberg übernahm die Festungskommandantur und bereitete die Stadtverteidigung vor. Es wurden neue Truppen angeworben, die Vorstädte befestigt und äußere Verteidigungsanlagen angelegt. Allerdings mangelte es Falkenberg an Truppen und Finanzmitteln. Die Unterstützung in der Bevölkerung war eher zurückhaltend, da ein Großteil bereits kriegsmüde war. Es gab jedoch auch eine pro-schwedische Partei, die vor allem von fanatischen lutherischen Geistlichen dominiert wurde.
Seit Ende November lagen feindliche Truppen unter Pappenheim vor der Stadt. Im März 1631 stießen weitere starke feindliche Verbände unter Tilly hinzu, schlossen die Stadt ein und begannen die Belagerung. Die Außenwerke, wie Trutz Pappenheim, Magdeburger Succurs und Trutz Tilly, waren nach kurzer Zeit in feindlicher Hand. In der Bürgerschaft wurde der Ruf nach Verhandlungen mit dem Kaiser laut. Falkenberg gelang es jedoch, unterstützt durch die Geistlichkeit, entsprechende Bestrebungen zu unterbinden.
Am 21. April und 23. April wurden auf Falkenbergs Befehl hin die Vorstädte Neustadt (im Norden der Stadt) und Sudenburg (im Süden der Stadt) geräumt und zerstört. Nachdem Tilly mit seinen Truppen auf die linke Elbseite übergesetzt war, waren diese Vorstädte mit ihrer nur geringen Zahl Magdeburger Truppen nicht zu halten. Die Ruinen wurden von den Feinden besetzt, die Belagerung verschärft. In Magdeburg stellte sich ein Mangel an Pulver ein.
Am 24. April forderte Tilly in drei Schreiben Falkenberg und den Rat auf, die Stadt zu übergeben. In Abstimmung mit Falkenberg äußerte der Rat am 30. April den Wunsch, unter Vermittlung der Hansestädte und der Kurfürsten von Sachsen und Brandenburg Verhandlungen aufzunehmen. Tilly wurde gebeten, den Abgesandten die erforderlichen Pässe auszustellen. Zunächst willigte Tilly ein, rückte davon jedoch später wieder ab. Es erfolgte ein starkes Bombardement der Stadt.
Am 18. Mai forderte Tilly erneut die Kapitulation. Die Bürgerschaft der Stadt wurde in den Häusern der Viertelsherren zwecks Beratung über Unterhandlungen zusammengerufen. Die schwedische Partei sprach sich strikt gegen Verhandlungen aus. Man hoffte auf das Heranrücken schwedischer Truppen. Am Nachmittag des 19. Mai trat der Rat zusammen. Es wurde die Aufnahme von Verhandlungen beschlossen. Falkenberg wurde hiervon in Kenntnis gesetzt. Er bat den regierenden Bürgermeister, zunächst noch nicht zu handeln, sondern am nächsten Morgen, 20. Mai, um 4:00 Uhr den Rat erneut einzuberufen, um über die Verhandlungen mit Tilly gemeinschaftlich zu beraten.
In dieser so anberaumten Ratsversammlung sprachen sich die städtischen Behörden für eine Kapitulation aus. Falkenberg hielt dagegen und kündigte das baldige Anrücken schwedischer Truppen an. Nach einer bereits eine Stunde andauernden Rede Falkenbergs wurde das Heranrücken des Feindes zum Sturm auf die Stadt gemeldet. Falkenberg setzte seine Rede fort. Nachdem der Türmer der Johanniskirche Sturm geblasen hatte, verließ der Ratsmann Otto Gerike die Sitzung, um sich vom Stand der Dinge zu überzeugen. Bereits in der Fischerstraße traf er auf plündernde feindliche Kroaten. Er kehrte in den Rat zurück und teilte das Eindringen des Feindes in die Stadt mit.
Falkenberg ritt zum Regiment des Oberstleutnant Trost und führte es in den Kampf. An einer Stelle gelang es, den Feind zurückzuschlagen. An der Hohen Pforte wurde Falkenberg schließlich von einer Kugel getroffen. Er wurde sterbend in das Haus von Bendix Müller, wohl die spätere Neustädter Straße 20b, gebracht, wo er kurz darauf verstarb. Die Stadt Magdeburg wurde fast vollständig, insbesondere durch ausgebrochene Brände, vernichtet. Der größte Teil der Bevölkerung starb. Es wurde auf grausamste Weise gemordet, vergewaltigt und geplündert.
In der späteren Geschichtsforschung wurden gelegentlich Vermutungen laut, Falkenberg habe, um die wichtige Stadt Magdeburg dem stark überlegenen Feind nur als Ruine zu hinterlassen, das Legen von Bränden veranlasst. Historisch stellte bereits der ligistische Offizier Joachim Christian von der Wahl diesen Vorwurf in einem Brief an Ernst Casimir von Nassau-Dietz auf.
Die Stadt Magdeburg hat nach Dietrich von Falkenberg eine Straße (Falkenbergstraße) benannt.
Sein Vetter Moritz von Falkenberg, als Kürassieroffizier auf kaiserlicher Seite kämpfend, versetzte in der Schlacht bei Lützen 1632 dem schwedischen König Gustav Adolf den ersten, tödlichen Rückenschuss, unmittelbar bevor er selbst erschossen wurde.